# كفنة
الكَفْنة أو كف الكلب أو خِرْشَيْف (الاسم العلمي: Gymnarrhena micrantha)، جنس نباتات من فصيلة النجمية، وهو جنس أحادي النوع (Gymnarrhena micrantha). موطنه الأصلي في شمال إفريقيا والشرق الأوسط (بما في ذلك شبه الجزيرة العربية)، وفي أقصى شرق بلوشستان.